# Kerambit

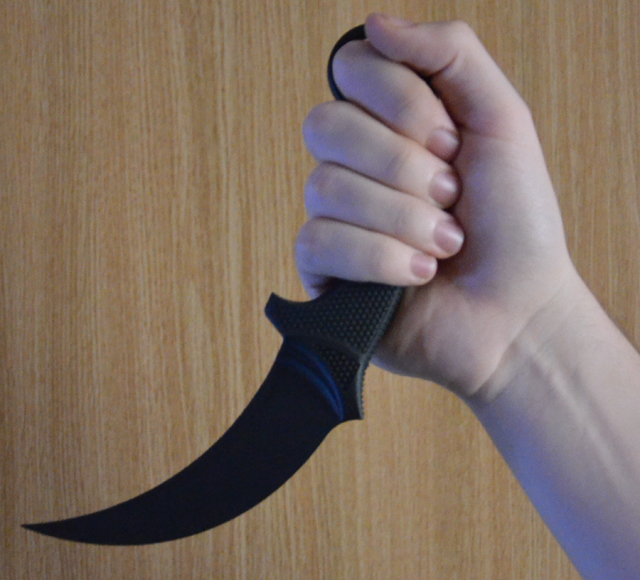
Współczesny kerambit

Kerambit albo karambit – nóż charakteryzujący się odwróconą rękojeścią z otworem na palec wskazujący, zapewniający pewny uchwyt. Ostrze przypomina, a także jest określane jako „szpon tygrysa”. Nóż ten jest używany w indonezyjskiej i malajskiej sztuce walki pencak silat. Wykorzystywany jest również na Filipinach.